# Sybra patrua
Sybra patrua es una especie de escarabajo del género Sybra, familia Cerambycidae. Fue descrita científicamente por Pascoe en 1865.
Habita en Indonesia. Esta especie mide 11,25 mm.